# Ла-150
Ла-150 (по классификации НАТО — Type 3) — первый реактивный истребитель созданный ОКБ-301 под руководством С.А. Лавочкина. Самолёт имел «реданную схему». Совершил первый полёт в сентябре 1946 года.

## История разработки

### Ла-150
Проектирование реактивного истребителя началось ещё в ОКБ-21  под руководством С.А.Лавочкина в Горьком  в 1945 году. В апреле 1945 года было выпущено два проекта под трофейный двигатель Юнкерс ЮМО-004, однодвигательный лёгкий истребитель «150» реданной схемы и двухдвигательный тяжелый истребитель «160» (первый с таким обозначением) с размещением моторов под крылом. От второго проекта позже отказались, сконцентрировав усилия на истребителе «150». Основной задачей при создании самолёта, стало достижение максимально возможной скорости при использовании весьма ограниченного по тяге ТРД ЮМО-004Б. В мае, в ОКБ-21 и на заводе № 81 (филиале ОКБ-21) в Тушино под руководством заместителя Лавочкина С.М.Алексеева, приступили к изготовлению рабочих чертежей и макета самолета, а также моделей для продувок в аэродинамических трубах ЦАГИ. Ввиду того, что завод № 81 не располагал производственными мощностями для изготовления прототипа цельнометаллического реактивного истребителя, его производство было перенесено на завод № 381, который уже занимался выпуском опытной серии истребителей И-250 (МиГ-13). Приказом НКАП № 331, от 10/11 августа 1945 года, заводу предписывалось построить опытную серию из пяти самолётов «150». В то же время,  кадровый состав и оборудование перенесли на подмосковный завод № 301 в Химках, переданный в распоряжение С.А. Лавочкина и его коллектива 2 октября 1945 года.

В октябре 1945 года С.А.Лавочкин был назначен начальником ОКБ-301.

В августе, сразу после выхода приказа НКАП, завод №381 приступил к работам по изготовлению реактивных истребителей. Серийно-конструкторский отдел полностью переключился на выпуск чертежей Ла-150 и И-250. Началось изготовление отдельных деталей и агрегатов, но новые самолёты оказались существенно сложнее в производстве, чем Ла-7, которые изготовлял завод. В связи с возникшими трудностями, директор завода В.И. Журавлёв обратился к заместителю наркома авиапромышленности П.А. Воронину с просьбой о пересмотре сроков выпуска опытных самолётов. Просьба была удовлетворена, новый план выпуска опытных машин предусматривал изготовление в 1946 году только одного Ла-150, а приоритет в производстве был отдан И-250. Кроме того, завод №119 сильно запаздывал с изготовлением шасси для истребителя Лавочкина. Дело дошло до применения санкций со стороны НКАП, по отношению к руководству заводов ответственных за выпуск самолётов.  В итого первый истребитель был выпущен только в апреле 1946 года. Помимо головной машины, заводом было изготовлено деталей и агрегатов на 2,3 условного самолёта.
К концу июля программа статиспытаний была завершена, после чего потребовалось заменить двигатель, израсходовавший ресурс на рулёжках. Затем, во время скоростных рулёжек, при подготовке к первому полёту, было обнаружено, что из-за задней центровки самолёт самопроизвольно садится на хвост. После доработки, 11 сентября лётчик-испытатель А.А. Попов впервые поднял самолёт в воздух. Сильно отстав от истребителей ОКБ Микояна и ОКБ Яковлева, Ла-150 стал третьим реактивным истребителем СССР поднявшимся в воздух.
12 сентября постановлением правительства МАП обязали к очередному воздушному параду над Красной площадью 7 ноября 1946 года построить, а ВВС - принять, облетать и показать в воздухе малые серии реактивных истребителей. Кроме Як-15 и МиГ-9, в число самолётов вошло и восемь Ла-150. Выпуск истребителей был распределён поровну между заводами № 301 и № 21 в Горьком. До 12 сентября, завод № 381 изготовил и передал ОКБ-301 три Ла-150, что сильно облегчило задачу завода №301, горьковский же завод осваивал производство истребителя с нуля.
Чтобы выиграть время на самолёты не стали устанавливать бронирование кабин, вооружение и часть оборудования, изготовив Ла-150 в «парадном» варианте. В октябре, на специальных прицепах Ла-150 доставили в Раменское, где военные и гражданские пилоты-испытатели приступили к подготовке к параду. Однако из-за плохой погоды, ноябрьский парад не состоялся, после чего 5 самолётов вернули в ОКБ-301, для доводки и завершения заводских испытаний.
Не считая неудавшегося парада, Ла-150 принял участие в парадах 1 мая 1947 года, а позже над Красной площадью и Тушино.

### Ла-150М
Испытания шли тяжело, из-за малого ресурса РД-10, двигатели на самолётах приходилось часто менять, зимой 1946-47 годов обильные снегопады задержали программу испытаний, обнаружилась масса недоработок упущенных из-за спешки при изготовлении малой серии. По мере выявления недостатков конструкции, один из самолётов дорабатывался и перед передачей на госиспытания в НИИ ВВС получил обозначение «150М».
На машине доработали конструкцию крыла. На концах крыльев поставлены отогнутые на 35° вниз законцовки, уменьшена аэродинамическая компенсация руля высоты, расширили кабину, поставили катапультное кресло, бронезащиту и новый фонарь. На 180 литров увеличили запас топлива.
Госиспытания "150М" начались 24 июля 1947 года, проводил их лётчик-испытатель В.Е. Голофастов. Из-за возросшего веса, практически все лётные данные ухудшились. Маневренность самолёта пилоты оценили как неудовлетворительную. 9 августа на самолете вышел из строя двигатель: в масле появилась металлическая стружка. К этому моменту было выполнено всего 14 полетов с общим налетом 7 часов 12 минут. После этого испытания самолёта «150М» были  завершены.

### Ла-150Ф
Последней модификацией Ла-150 стал самолёт «150Ф». Один из самолётов «150» был доработан аналогично самолёту «150М», он был оснащен двигателем РД-10Ф  с устройством дожига топлива и статической тягой в 1100 кгс. Заводские испытания прошли с 25 июля по 5 сентября 1947 года. Использование форсированного двигателя позволило существенно улучшить лётные данные самолёта, но в силу известных конструктивных недостатков дальнейших перспектив эта машина не имела и на госиспытания не передавалась.

### Примечание
"Реданная схема" для реактивного истребителя была разработана М.И. Гудковым в 1943 г. для своего самолёта Гу-ВРД и широко использовалась другими авиаконструкторами, в том числе и С.А. Лавочкиным.

## Тактико-технические характеристики
Приведены данные заводских испытаний.
Источник данных: Gordon, 2002.

Технические характеристики
- Экипаж: 1 пилот
- Длина: 9,42 м
- Размах крыла: 8,2 м
- Высота: 2,6 м
- Площадь крыла: 12,15 м²
- База шасси: 2,7 м
- Колея шасси: 1,82 м
- Масса пустого: 2156 кг
- Нормальная взлётная масса: 2973 кг
- Масса топлива во внутренних баках: 536 кг
- Силовая установка: 1 × ТРД РД-10
- Тяга: 1 × 8,8 кН (900 кгс)

Лётные характеристики
- Максимальная скорость:  
  - на высоте 4200 м: 878 км/ч
  - на высоте 8240 м: 850 км/ч
- Посадочная скорость: 150 км/ч
- Практическая дальность: 493 км
- Продолжительность полёта: 48 мин
- Практический потолок: 12 600 м
- Скороподъёмность: 22,1 м/с
- Время набора высоты: 5000 м за 4,8 мин
- Нагрузка на крыло: 244,6 кг/м²
- Тяговооружённость: 0,303
- Длина разбега: 760 м
- Длина пробега: 780 м

Вооружение
- Стрелково-пушечное: 2 × 23 мм пушки НС-23 с 75 патр. на ствол